# رقاع أحمر الرأس
رَقَّاع أحمر الرأس أو نقار خشب أحمر الرأس هو نوع من فصيلة نقار الخشب. موطنه بعض مناطق أمريكة الشمالية. جسمه يطول نحو ٢٥ سم وبسطته نحو ٣٨ سم. ثوبه رقع الألوان. رأسه وعنقه إلى الحمرة الشعلة.